# Marianna Pignatelli, contessa di Althann
Marianna Pignatelli, contessa di Althann (Alcúdia, 1689 – Vienna, 1º marzo 1755), è stata una nobildonna spagnola.

## Biografia

Stemma Pignatelli

Discendente della nobile famiglia dei Pignatelli, fu zia di Cayetano Pignatelli Corbera-Santcliment, generale ed esploratore spagnolo.
Sposata in giovane età con il conte Michele Venceslao Althann e rimastane presto vedova (1722), ebbe una relazione con Pietro Metastasio, che le dedicò a Napoli nel 1721 l'Endimione. Visse successivamente a Vienna. Qui, entrata nelle grazie di Carlo VI, propose all'imperatore Metastasio come poeta cesareo, e grazie alla generosa intercessione il poeta riceveva questa nomina nell'aprile del 1730.
La Pignatelli protesse il Trapassi - con cui continuava ad intrattenere una relazione sentimentale - per lunghi anni, durante i quali furono composti i melodrammi più riusciti. Dopo la morte della contessa iniziò la fase calante della produzione metastasiana.